# Tenentismo

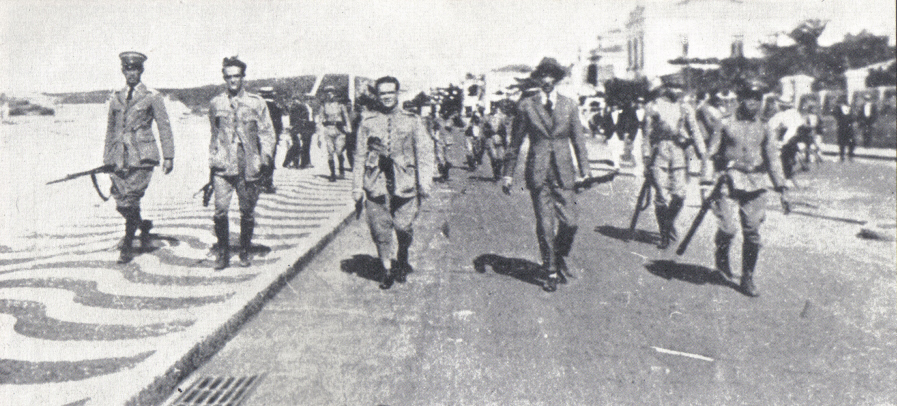
Sublevación de los 18 en el Fuerte de Copacabana: de izquierda a derecha, los tenientes Eduardo Gomes, Siqueira Campos, Nílton Prado y el civil Otávio Correi

Tenentismo fue el nombre dado al movimiento político-militar y a la serie de rebeliones de jóvenes oficiales (en la mayoría, tenientes) del Ejército Brasileño en el inicio de la década de 1920, descontentos con la situación política de Brasil. Aunque no propugnaban ninguna ideología en particular, los movimientos políticos-militares, demandaban reformas en la estructura de poder del país, entre las cuales se destacaban el fin del "voto cautivo", institución del voto secreto y la reforma a la educación pública. Los movimientos tenentistas fueron: la Revolución del Fuerte de Copacabana de 1922, la Revolución Paulista y la Comuna de Manaus de 1924 y la Columna Prestes.
El movimiento tenentista no consiguió producir resultados inmediatos en la estructura política del país, ya que ninguna de sus tentativas tuvo éxito, pero consiguió mantener viva la revolución contra el poder de las oligarquías, representada en la llamada política del café com leite. Sin embargo, el tenentismo preparó el camino para la Revolución de 1930, que alteró definitivamente las estructuras políticas en Brasil.

## Inicios del tenentismo
El movimiento Tenentista surgió en los cuarteles de todo el territorio brasileño a partir de los años 20 del siglo pasado. Según Paulo Sergio Pinheiro en su obra "Estratégias da Ilusão", el 4 de julio de 1922 ocurrió la primera revuelta que tuvo una fuerte influencia de los tenientes, conocida como "de los 18 del Fuerte", que se oponían a legitimar al presidente electo Artur Bernardes. De este movimiento participaron el Capitán Hermes da Fonseca Filho, el Teniente Eduardo Gomes, y el Teniente Siqueira Campos, entre otros.
Develada la revolución, resurge el movimiento armado el 5 de julio de 1924 en el estado de São Paulo, el cual consiguió dominar la capital estatal, dirigido por el General Isidoro Dias Lopes. Esas tropas tenentistas se retiraron de la ciudad de São Paulo, pero nunca más de las armas. Recorrieron todo el interior de Brasil, y en Rio Grande do Sul recibieron la adhesión de nuevos sublevados, como el Capitán Luís Carlos Prestes. Cuando pasaron por Paraíba se enfrentaron a las tropas de Aristides Ferreira, jefe político de Piancó, el cual fue derrotado y asesinado. A esta altura participaban entre otros, Djalma Duarte, Juárez Távora, Cordeiro de Farias, y Miguel Costa, quienes eran en su mayoría tenientes o de grados superiores. 
La Columna Prestes, como pasó a ser llamado el grupo de rebeldes tenentistas, significó dos años de lucha enfrentando tropas "gobernistas" y tropas de las Polícias Estaduais, además de "Provisórios" armados de improviso en el sertão del Nordeste. Pasaron dos años, siempre huyendo de un lugar a otro de Brasil, hasta que terminaron internándose en Bolivia en 1926.

## La era Vargas y su declive
El tenentismo comienza a participar de la Aliança Liberal en 1930, con excepción de Luís Carlos Prestes y los comunistas brasileros aliados a éste. La Aliança Liberal estaba formada por los presidentes de Rio Grande do Sul, Minas Gerais y Paraíba, y pregonaba la justicia laboral, el voto secreto y el voto femenino. En su gran mayoría, los tenentistas apoyaron este movimiento y, tras la victoria de Getúlio Vargas, varios tenientes fueron hechos interventores (gobernadores). Tal fue el caso de Juracy Magalhães en Bahia, Landri Sales en Piauí, Magalhães Almeida en Maranhão y Magalhães Barata en Pará, entre otros. 
El tenentismo continuó presente en la vida pública brasilera, aunque existía una división en esa época: una minoría de inspiración izquierdista acompañaba a Luís Carlos Prestes, luego en 1937 la otra división rompe lazos con Getúlio Vargas y pasa a enmarcarse como oposición de derecha, entre los que se hallaban Juracy Magalhães, Juárez Távora y Eduardo Gomes, que se distancian del poder.
En 1945, el tenentismo Anti-Getulista consigue deponer a Vargas y lanza la candidatura del brigadier Eduardo Gomes, nombre ligado por muchos años al tenentismo, al contrario de quien terminaría siendo el candidato victorioso, Eurico Gaspar Dutra, exministro de Vargas y que, incluso, ya había demostrado interés por la aproximación de Brasil con las potencias del Eje en la Segunda Guerra Mundial.
En los comicios de 1950, Eduardo Gomes resultó derrotado por Getúlio Vargas, y en 1955 el tenentismo disputa nuevamente en la elección presidencial con el nombre del General Juárez Távora, uno de los exponentes simbólicos del tenentismo, pero esta vez el vencedor electoral resulta ser Juscelino Kubitschek.
El Tenentismo perduró junto con sus ideales hasta que fallecieron sus miembros fundadores, más o menos en los años 1970, muchos de ellos ya retirados del ejército.